# 中国驻保加利亚大使列表
本列表为中華人民共和國驻保加利亚历任大使名录。

## 历任中国驻保加利亚大使

### 附：满洲国驻保加利亚公使（1944年－1945年）
| 姓名   | 任命          | 到任 | 递交国书 | 免职 | 离任   | 外交衔级 | 外交职务     | 备注     | 备注 |
| ------ | ------------- | ---- | -------- | ---- | ------ | -------- | ------------ | -------- | ---- |
| 吕宜文 | 1944年6月15日 |      |          |      | 1945年 | 公使     | 特命全权公使 | 驻德国兼 |      |

### 中华人民共和国驻保加利亚大使（1950年至今）
1949年10月4日，中华人民共和国与保加利亚建交。1950年，开始派遣驻保加利亚大使。
| 姓名   | 任命           | 任命           | 到任          | 递交国书       | 免职           | 免职           | 离任          | 外交衔级 | 外交职务     | 备注 |
| 姓名   | 全国人大常委会 | 主席           | 到任          | 递交国书       | 全国人大常委会 | 主席           | 离任          | 外交衔级 | 外交职务     | 备注 |
| ------ | -------------- | -------------- | ------------- | -------------- | -------------- | -------------- | ------------- | -------- | ------------ | ---- |
| 曹祥仁 | 1950年9月5日   | 1950年9月2日   | 1950年9月7日  | 1950年9月8日   | 1954年9月9日   | 1954年9月9日   | 1954年10月    | 大使     | 特命全权大使 |      |
| 周竹安 | 1954年9月9日   | 1954年9月9日   | 1954年12月2日 | 1954年12月6日  | 1957年9月26日  | 1957年12月11日 | 1957年12月    | 大使     | 特命全权大使 |      |
| 朱其文 | 1957年9月26日  | 1957年12月11日 | 1958年1月29日 | 1958年1月31日  | 1962年5月14日  | 1962年7月26日  | 1962年5月5日  | 大使     | 特命全权大使 |      |
| 谢邦治 | 1962年6月8日   | 1962年7月26日  | 1962年8月23日 | 1962年8月30日  | 不適用         | 不適用         | 1967年2月     | 大使     | 特命全权大使 |      |
| 王本祚 | 不適用         | 不適用         | 1967年2月     | 不適用         | 不適用         | 不適用         | 1971年4月     |          | 临时代办     |      |
| 赵禁   | 不適用         | 不適用         | 1971年4月1日  | 1971年4月7日   | 1976年12月2日  | 不適用         | 1975年7月10日 | 大使     | 特命全权大使 |      |
| 孟钺   | 1976年12月2日  | 不適用         | 1975年9月15日 | 1975年9月23日  | 1980年8月26日  | 不適用         | 1980年5月     | 大使     | 特命全权大使 |      |
| 安致远 | 1980年8月26日  | 不適用         | 1980年8月     |                | 1982年11月19日 | 不適用         | 1982年12月    | 大使     | 特命全权大使 |      |
| 王本祚 | 1983年5月9日   | 不適用         | 1983年8月22日 | 1983年9月5日   | 1985年9月6日   | 1986年1月19日  | 1985年12月    | 大使     | 特命全权大使 |      |
| 滕绍志 | 1985年9月6日   | 1986年1月19日  | 1986年2月     | 1986年2月13日  | 1988年11月8日  | 1989年3月19日  | 1989年2月     | 大使     | 特命全权大使 |      |
| 李凤林 | 1988年11月8日  | 1989年3月19日  | 1989年3月20日 | 1989年4月6日   | 1991年9月4日   | 1991年10月18日 | 1991年10月    | 大使     | 特命全权大使 |      |
| 白寿绵 | 1991年9月4日   | 1991年10月18日 | 1991年11月    | 1991年12月4日  | 1994年12月29日 | 1995年7月11日  | 1995年6月     | 大使     | 特命全权大使 |      |
| 陈德来 | 1994年12月29日 | 1995年7月11日  | 1995年7月     |                | 1999年8月30日  | 1999年12月8日  | 1999年10月    | 大使     | 特命全权大使 |      |
| 陶苗发 | 1999年8月30日  | 1999年12月8日  | 1999年12月    |                |                | 2003年1月29日  | 2002年12月    | 大使     | 特命全权大使 |      |
| 谢杭生 |                | 2003年1月29日  | 2002年12月    | 2003年1月28日  | 2005年4月27日  | 2005年10月27日 | 2005年8月     | 大使     | 特命全权大使 |      |
| 于振起 | 2005年4月27日  | 2005年10月27日 | 2005年10月8日 | 2005年11月15日 | 2007年6月29日  | 2007年10月30日 | 2007年10月    | 大使     | 特命全权大使 |      |
| 张万学 | 2007年6月29日  | 2007年10月30日 | 2007年10月    | 2007年11月23日 | 2010年4月29日  | 2010年9月1日   | 2010年8月     | 大使     | 特命全权大使 |      |
| 郭业洲 | 2010年4月29日  | 2010年9月1日   | 2010年8月16日 | 2010年9月10日  | 2013年6月29日  | 2013年9月26日  | 2013年8月     | 大使     | 特命全权大使 |      |
| 魏敬华 | 2013年6月29日  | 2013年9月26日  | 2013年9月17日 | 2013年9月20日  | 2016年2月26日  | 2016年6月6日   | 2016年4月     | 大使     | 特命全权大使 |      |
| 张海舟 | 2016年2月26日  | 2016年6月6日   | 2016年6月     | 2016年7月4日   | 2018年10月26日 | 2019年4月4日   | 2018年12月    | 大使     | 特命全权大使 |      |
| 董晓军 | 2018年12月29日 | 2019年4月4日   | 2019年2月26日 | 2019年4月2日   |                | 2024年7月5日   | 2023年11月    | 大使     | 特命全权大使 |      |
| 戴庆利 |                | 2024年7月5日   | 2024年5月16日 | 2024年5月20日  | 现任           |                |               | 大使     | 特命全权大使 |      |